# Unterscheidungskraft (Markenrecht)
Unterscheidungskraft ist die konkrete Eignung einer Marke, Waren oder Dienstleistungen des einen Unternehmens von denen anderer Unternehmen zu unterscheiden und damit eine betriebliche Zuordnung der Waren bzw. Dienstleistungen zu ermöglichen. (Herkunfts- und Qualitätsfunktion)

## Hintergrund
Damit eine Marke in das Markenregister eingetragen werden kann, muss sie u. a. Unterscheidungskraft aufweisen. Im Gegensatz zur abstrakten Unterscheidungseignung wird hierbei auf die im Verzeichnis der Waren und Dienstleistungen der Marke beanspruchten Waren abgestellt.
Aus der Formulierung im MarkenG (§ 8 Abs. 2 Nr. 1 MarkenG) heraus lässt die Rechtsprechung des Bundesgerichtshofs und des EuGH die Zurückweisung einer Markenanmeldung nur dann zu, wenn die Marke keinerlei Unterscheidungskraft aufweist, d. h. eine noch so kleine Unterscheidungskraft reicht aus, um dieses Schutzhindernis zu überwinden. Nach ständiger Rechtsprechung des BGH weist eine Marke Unterscheidungskraft auf, wenn ihr kein im Vordergrund stehender, beschreibender Begriffsinhalt zugeordnet werden kann und es sich auch sonst nicht um ein gebräuchliches Wort der deutschen oder einer bekannten Fremdsprache handelt, das vom Verkehr stets nur als solches und nicht als Unterscheidungsmittel verstanden wird. Maßgeblich ist die Auffassung der beteiligten inländischen Verkehrskreise. Diese definiert der EuGH als den Handel und/oder den normal informierten und angemessen aufmerksamen, verständigen Durchschnittsverbraucher.
Zu unterscheiden ist die fehlende Unterscheidungskraft (§ 8 Abs. 2 Nr. 1 MarkenG) von den beschreibenden Angaben gemäß § 8 Abs. 2 Nr. 2 MarkenG. Hierbei ergeben sich zwar in der Regel große Schnittmengen, jedoch ist dies nicht a priori der Fall.
Demnach können
- Wörter, die – beispielsweise in der Werbung – häufig in der Weise verwendet werden, dass sie der Verkehr nicht als Unterscheidungsmittel wahrnimmt,
- Wörter, die nur eine Eigenschaft der beanspruchten Ware beschreiben und
- Wörter, bei denen aufgrund einer bloßen Umstellung von Wortbestandteilen eine Verwechselungsgefahr besteht (anagrammatische Klangrotation)

nicht als Marke eingetragen werden.

## Beispiele
- Bier als Wortmarke kann vermutlich nicht für die Ware Bier als Marke eingetragen werden, da hier für die angesprochenen Verkehrskreise ein beschreibender Begriffsinhalt im Vordergrund steht. Hingegen könnte die Wortmarke Bier durchaus für Bekleidungsstücke Unterscheidungskraft aufweisen.
- Diesel kann für Kraftstoffe vermutlich ebenfalls nicht eingetragen werden. Auch hier steht für das Publikum ein beschreibender Begriffsinhalt im Vordergrund. Auch hier kann Diesel für Bekleidungswaren durchaus eingetragen werden, da nicht anzunehmen ist, dass ein Bekleidungshersteller diesen Begriff zur Beschreibung eines Bekleidungsstückes benötigt. Eine solche Eintragung ist beim Modelabel Diesel zu sehen.